# Historia local
La historia local es la especialidad de la ciencia histórica que toma como objeto el pasado de una localidad.
Es una de las más antiguas, pues desde el origen de la historia en la localidad griega, se privilegia por los historiadores la referencia a su polis propia. La historia de Roma, desde los primitivos anales, no deja de ser una historia urbana local que se expande con las conquistas territoriales hasta ser la historia de un Imperio. En la Edad Media, muchos cronistas eclesiásticos o civiles (sobre todo si no escribían desde una corte importante, que eran quienes compusieron los grandes corpus cronísticos protonacionales), solían tomar una perspectiva local, a veces incluso de pequeños núcleos rurales (muchas veces monásticos), en el reflejo de los acontecimientos, lo que no impedía que reflejaran también los hechos más trascendentes que llegaban a su conocimiento. La Edad Moderna no cambió esa situación, excepto en algo fundamental: la multiplicación de la producción de este tipo de historias locales, y que muchas de ellas llegasen a la imprenta, con mayor o menor difusión. Las prácticas archivísticas se fueron haciendo cada vez más sistemáticas, y eso produjo una mayor continuidad en las fuentes que se han conservado. También la historia tiene muchas fuentes como las artísticas y audiovisuales.
Desde la renovación de la metodología histórica de mediados del siglo XX, que privilegia la historia económica y social, se pretende rescatar la historia local del puro costumbrismo y elevarla a una categoría superior, no solo como suministradora de información para los enfoques más globales, sino como laboratorio de nuevas ideas. Enfoques como la microhistoria ponen en el ámbito local un interés especial.
Dentro de las especialidades históricas que limitan espacialmente su objeto, estaría por debajo de la más común Historia nacional, aunque tiene una justificación equivalente en la muy abundante disposición de fuentes documentales.